# Кадредзате
Кадредза́те или Кадреццате (итал. Cadrezzate) — коммуна на севере Италии. Расположен в провинции Варесе области Ломбардия.
Население составляет 1 843 человек (2017 г), плотность населения составляет 390 чел./км². Площадь коммуны составляет — 4,73 км². Почтовый индекс — 21020. Телефонный код — 0331.
Покровительницей коммуны почитается святая Маргарита, празднование 20 июля.